# Colindres
Colindres é um município da Espanha na comarca da Costa Oriental, província e comunidade autónoma da Cantábria. Tem 6,6 km² de área e em 2021 tinha 8 504 habitantes (densidade: 1 288,5 hab./km²).

## Demografia
| Variação demográfica do município entre 1991 e 2004 [carece de fontes?] | Variação demográfica do município entre 1991 e 2004 [carece de fontes?] | Variação demográfica do município entre 1991 e 2004 [carece de fontes?] | Variação demográfica do município entre 1991 e 2004 [carece de fontes?] |
| ----------------------------------------------------------------------- | ----------------------------------------------------------------------- | ----------------------------------------------------------------------- | ----------------------------------------------------------------------- |
| 1991                                                                    | 1996                                                                    | 2001                                                                    | 2004                                                                    |
| 5640                                                                    | 6099                                                                    | 6924                                                                    | 7075                                                                    |